# Ньошател Ксамакс
Ньошатѐл Ксама̀кс (на френски: Neuchâtel Xamax) е швейцарски футболен клуб от град Ньошател. Дългогодишен участник е в Швейцарската Суперлига, но на 26 януари 2012 г. банкрутира и е изваден от най-високото ниво на швейцарския футбол. От сезон 2014-15 г. започва да играе в третото ниво на швейцарския футбол 1. Лига Промоуошън. Основан е през 1970 г. Домакинските си мачове провежда на стадион Стад дьо ла Маладиер, който е с капацитет 12 000 места. Цветовете на отбора са черно и червено.

## Успехи
- Шампион на Швейцария
  -  Шампион (2): 1986-1987, 1987-1988
  -  Сребърен медал (8): 1902-1903, 1980-1981, 1984-1985, 1989-1990, 1990-1991, 1994-1995, 1995-1996, 2002-2003
  -  Бронзов медал (6):
- Купа на Швейцария
  -  Финалист (6): 1948-1949-1950, 1973-1974, 1984-1985, 1989-1990, 2002-2003, 2010-2011
- Купа на Лигата
  -  Финалист (1): 1976-1977
- Суперкупа на Швейцария
  -  Носител (2): 1987, 1988, 1990
- Национална лига В (2 ниво)
  -  Шампион (1): 1972-1973
- Чалъндж лига (2 ниво)
  -  Шампион (2): 2006-2007, 2017-2018

Международни
- Купа Пиано Карло Рапан
  -  Носител (2): 1990, 1991
- Алпийска купа
  -  Финалист (4): 1982

## Известни играчи
- Тимоте Атуба
- Папа Буба Диоп
- Родриго Галато
- Ули Щилике

## Български футболисти
- Радко Калайджиев: 1993/94
- Трифон Иванов: 1993/95 - (25 мача - 3 гола)
- Петър Александров: 1994/95 - (30 мача - 24 гола)
- Георги Донков: 2002 - (6 мача - 0 гола)